# Wasserturm Haltingen

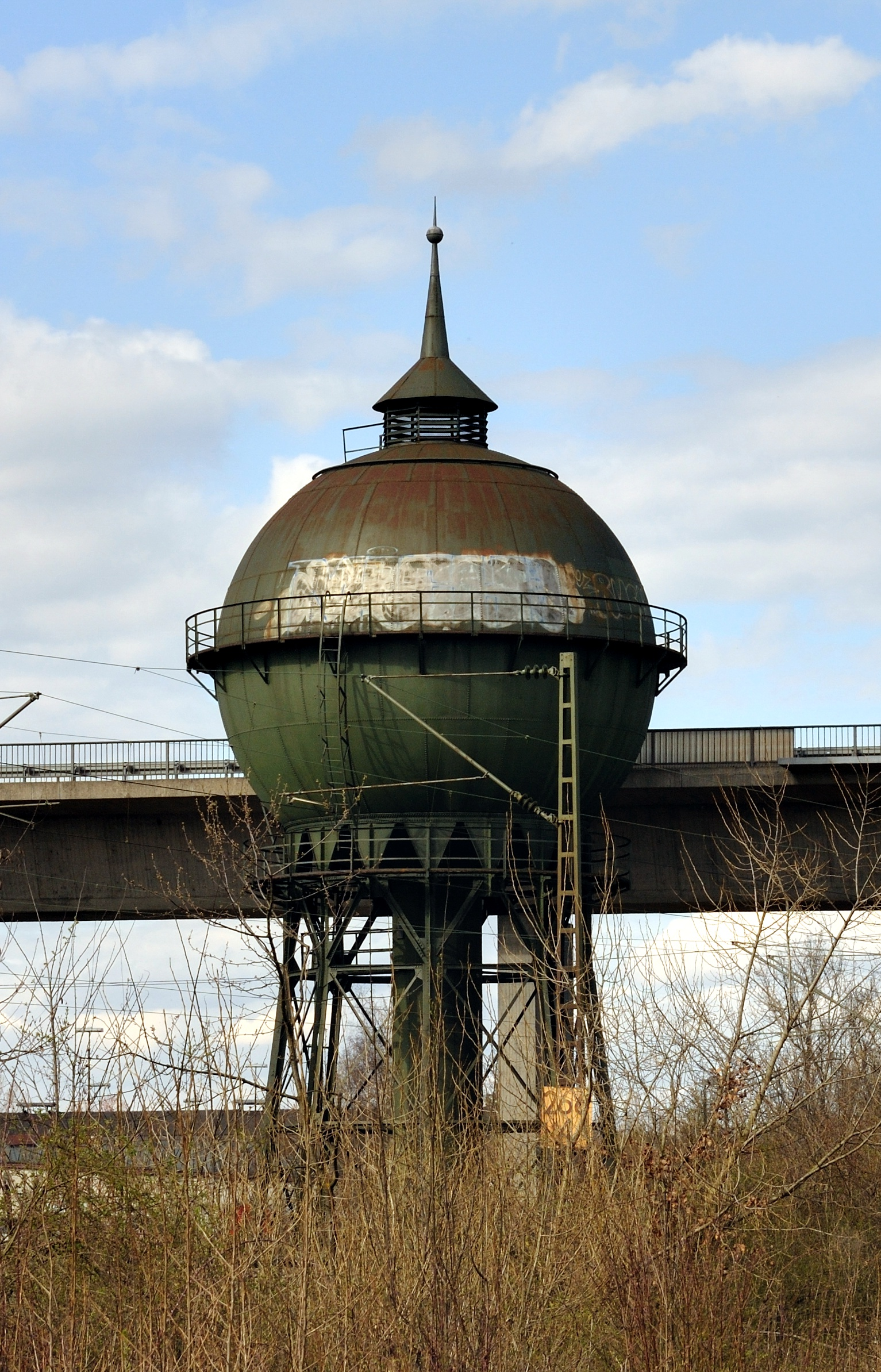
Wasserturm Haltingen

Der Wasserturm Haltingen ist ein 1913 von den Großherzoglich Badischen Staatseisenbahnen errichteter Eisenbahn-Wasserturm aus Stahl im Ortsteil Haltingen der baden-württembergischen Stadt Weil am Rhein. Er steht auf dem Gelände des Rangierbahnhofs Basel Bad Bf in unmittelbarer Nähe zu einer Straßenbrücke der B 532 und ist für die Öffentlichkeit nicht zugänglich. Der 25 Meter hohe Turm versorgte an Spitzentagen bis zu 50 Dampflokomotiven mit Speisewasser. Das Bahnbetriebswerk Haltingen unterhielt bis zum Jahr 1969 Dampflokomotiven.

## Beschreibung
Der Wasserturm fußt auf einem Ringfundament aus Steinquadern mit 8,50 Meter Durchmesser. Ein 10 Meter hohes, aus acht Ständern zusammengesetztes Stahlgerüst dient als Turmschaft und verjüngt sich von 8,20 Meter auf 6,40 Meter Durchmesser. Die vertikalen Ständer sind zur Aussteifung mit horizontalen und sich kreuzenden Streben verbunden. Auf dem Schaft ruht ein kugelförmiger Wasserbehälter mit einem Volumen von 500 Kubikmetern. Der Kugelbehälter, der von dem Dortmunder Stahlbauunternehmen Aug. Klönne hergestellt wurde, setzt auf einem Auflagering auf, der über 16 dreieckige Bleche damit verbunden ist. Acht dieser Bleche geben die Druckkräfte direkt an die Ständer ab, die anderen verteilen über Streben die Kräfte je hälftig.
Der Wasserturm kann über eine mittig im Schaft befindliche Wendeltreppe  bestiegen werden, die in einen geschlossenen Stahlzylinder eingepasst ist. Steig- und Fallrohr sowie Überlaufleitung sind ebenfalls im Zylinder untergebracht. Der Zylinder verläuft durch den Kugelbehälter und führt die Treppe bis zur Oberkante des Reservoirs, wo sich eine kleine Galerie befindet, die um eine Belüftungslaterne führt, welche die Spitze des Turms bildet. Zwei weitere Umläufe befinden sich auf Höhe des Kugeläquators und am Auflagering des Behälters, die über eine stationäre Leiter miteinander verbunden sind. Zur Wartung stehen bewegliche Leitern zwischen dem oberen und mittleren Umlauf zur Verfügung.

## Sonstiges
Die Unternehmen Faller stellt einen Modell-Bausatz des Wasserturms im Modelleisenbahn-Maßstab 1:87 her.